# 風の騎士団
『風の騎士団』（かぜのきしだん）は、増田晴彦によるファンタジー漫画。

## 概要
本作は1995年、エニックス（現スクウェア・エニックス）の漫画雑誌「月刊少年ガンガン」で連載開始。途中まではさしたる問題もなく連載が続いていたものの、1996年になって姉妹誌の「月刊Gファンタジー」に掲載を移行。その後、人気が急激に失速し大量の伏線を抱えたまま打ち切りとなった。
コミックスは1995年より新書版サイズで発行された。全5巻。

## 作品世界背景
本作の舞台は中世ヨーロッパを思わせる世界である。いわゆる「中世ファンタジー」という言葉から思い起こされるものに極めて近い。
本作で最も古い歴史として確認できるものは、「ハルス文明」である。その支配年代や文明の詳細は不明だが、魔術師が存在し、錬金術を擁し、燃える金属やハルス人の火（火炎放射装置）などを編み出したことが確認される。
また、本作の舞台となる時代より200年程前には、この世界をひとまとめにして支配していた、「千年帝国」と呼ばれた大帝国があった。
しかし、帝国崩壊後の世界は幾多もの国家に分裂。その中の2国「ウィンディア王国」と「ニヴラス帝国」の戦いが、本作の背景として重要な役割を果たしている。
本編開始より10年前、大陸の北の果てに存在するニヴラス帝国は大陸制覇を目標に掲げ、その第一歩として、時の皇帝ハーコン七世自らが指揮を執り、隣国ウィンディア王国を攻撃。数に勝る帝国は瞬く間に王国の大半を占拠したが、ウィンディア側は、擁する竜騎士の機動力を武器にして、帝国側本陣への直接攻撃を計画、国王ストルム三世を中心に、わずか数十騎による最後の突撃を敢行した。突撃を掛けた竜騎士のほとんどは本陣到達前に次々と倒されたが、ただ一騎、国王ストルム三世のみがハーコン七世の前に立つ。両者は激しい戦いの末、壮絶な相打ちによって共に果てた。
しかしながら、王国を占拠され、守りの要である竜騎士団を失い落城したウィンディアは滅亡、勝者側に立ったニヴラスも、皇帝を失ったために内乱が勃発。大陸制覇どころではなくなり、戦いから10年が経っても領土の拡大は行われなかった。だが、ここにきて、ニヴラスは再び戦線を拡大し、いくつかの国を占領ないし攻撃している。侵攻速度は思いの外速く、その影には怪物を使う者達の存在があるという。
物語は、千年帝国（ミレニアム）歴1250年、ニヴラスに占領されたタルチネア王国領カンビアールより始まる。

## あらすじ
空に憧れる盗賊の少年ゼファは、偶然にも滅びたはずの竜騎士と出会った。弟子にしてもらおうと追いかけた先で、その竜騎士の男マズル=ハリアーが生き延びた仲間を集め、ニヴラス帝国に対抗しようとしていることを知る。占領軍に囲まれたマズルを助けたゼファは代わりに捕らわれ、マズルを誘き寄せるために処刑されることに。だが、飛竜フォベトールに乗って戻ってきたマズルに救出された。
押しかけ弟子となったゼファは、従卒としてフォベトールの世話をすることになった。最初は触らせてもらうこともできなかったが、勝手に移動しだしたフォベトールを追いかけて川に来た時、水汲みに来た商隊の少女ユーリアと出会う。怪我をした彼女を送り届けるために（竜に乗りたいという願望も強かったが）、フォベトールに騎乗を許されたゼファは、しかし、竜騎士を狙うニヴラス帝国の魔獣士が操る魔獣に襲撃される。あわやというところで竜騎士クリオ=リンクスに助けられた。
一方、街で仲間達の情報を集めていたマズルは、戻ってきた時にその光景を目撃。ゼファの迂闊さを叱りとばすものの、一方で、いきなりフォベトールに乗って見せたゼファに感心する。
こうして、帝国打倒を目指す竜騎士達と、それに憧れる少年は、共に旅することとなったが、ニヴラス帝国の攻撃は彼らに容赦なく降り注ぐのであった……。

## 登場人物

### ウィンディア王国・及びウィンディア竜騎士団（ドラゴンナイツ）
ウィンディア国は本編開始時の10年前に滅亡。かつての王国民は苦渋の生活を強いられているが、残存した勢力が集まりレジスタンス活動を続けている。
ウィンディア竜騎士団はウィンディア王国の遺志を継ぐ者達で、様々な理由で戦争を生き延びた旧竜騎士団員の遺児を中心に構成される。
その後、かつての主人を亡くした飛竜を己の騎竜とした者達（ウィンディア王国とは直接的には関係がない）も集まるようになった。ニヴラス帝国に対抗し、王国を再興するために世界を飛び回っている。
ウィンディア王家の紋章は、建国王が倒したというアルビオン・ドラゴンを意匠としたものである。ウィンディアの国風とし、家を継ぐ者はその肉体のどこかに家紋の入墨を生まれた時に施されており、これが後にある重大な事実をもたらす事になる。

#### 竜騎士団員
ゼファ
本作の主人公。盗賊。人呼んで「つむじ風のゼファ」。相棒として耳の長いネコのような生き物「キュイ」を連れている。捨て子だった所を盗賊団の頭領に拾われて育ったが、養父である頭領の今際の際の「本当の親を捜せ。お前は何かどでかいことをやらかす面相だ。自分の人生は自分で探せ」という言葉に従い、本編開始1年前に旅立った。
固有の得意武器は、短刀と小振りのブーメラン。だが、従卒修行に伴いマズルに剣の稽古をつけてもらっている。
出生の手がかりは、よく見るという「飛竜に乗り、風になってどこまでも飛んでいく夢」。その夢の影響で竜騎士に憧れを抱いていたところ、たまたま出会ったマズルについていくことを決め、彼の従卒（スクワイヤ）となった。しかし、やがて「ユーリアだけの騎士」を自負するようになる。
原作者の公式ページ掲示板でのファンからの質問の中で語られたｉｆの話（BBS280-282参照）の中では、ゼファがまだマズルと出会う前に二ヴラス帝国のミンデル将軍の側近である女剣士・氷牙の剣と出会って旅の道連れになったらといったもしもの話が語られており、話の中では旅の途上で出会った氷牙の剣に弟子入りして剣の修行に励んでいる。 師である氷牙の剣に対しては弟子としても一人の男としても憧れを抱いており、氷牙の剣をあねごと呼んで慕っている。氷牙の剣と結ばれ恋人同士の間柄にあるが、生来の冒険好きのため何かと突っ走っている事等が語られている。
ユーリア
本作のヒロイン。元・隊商の一員。川に水汲みに来た時にゼファと知り合う。のちに隊商が戦渦に巻き込まれて全滅してしまったため、竜騎士団に身を寄せることとなる。
もともと拾われっ子で、街道沿いで行き倒れになっていたところを隊商に助けられた過去を持つ。ゼファと同じく「空を飛ぶ夢」をよく見るが、こちらは怖い夢であるという。
ゼファと何かしらの関わりがある。
レイフ=エーヴァテイン
自称「魔剣のレイフ」。相棒の飛竜はソルデス。
隣国タルチネアとそれと結んだ逆賊ヒヨリーミに統治権を奪い去られ、国を追われた亡国フレードの王子の息子。
酒浸りになり世を捨てた父に代わって故国を取り戻すべく、王家に伝わる禁断の魔剣「ミストルテイン」を手にし、その力を頼みに、仇に対して一人牙をむくレジスタンスとなった。
以来、仇とその背後に暗躍していたニヴラス帝国を目標に、一人ゲリラ的な襲撃を繰り返していたところ、ウィンディア竜騎士団と邂逅する事となる。
しかし、彼の「祖国復興」は「復讐」と「野心」に染まりかけており、それを指摘されて逆切れしたところをマズルに拳でこっぴどく諭される事になった。その後、竜騎士団の一員となる。
境遇と目的には重いものがあるものの、本来の性格は基本的に派手好きで、わりと軽い。それ単体で物理的威力も相応にあり、その上取り回しが非常によいミストルテインを、直接攻撃に使わず、ほとんど術式目的にしか使わないところに、彼の性格が表れている。
名前の由来は魔剣レーヴァテインのもじり。
シンラ=カムシン
ヤムネシアの剣士。
名前表記は苗字が先に来る方式で、「カムシン」が名前。相棒の飛竜はアンハングエラ。
ギート王国がニヴラス帝国に対抗するべく雇った、「皆斬流」剣術を修めた凄腕の剣士。
現実世界でいう侍のような風貌と性格で、日本刀に酷似した武器を使って戦う。愛想のない表情を常にしているが、ちゃんと笑うこともある。
アンハングエラと竜笛を得た理由は不明だが、彼との間には強固な絆が生まれている模様で、マズルに彼を返せと言われた場合は「（マズルを）斬るつもり」とまで言っている。
家族を、主君、国をも捨てて、ニヴラス帝国に走った父・シンラ将軍を心の底から憎んでおり、必ず首を貰い受ける、とまで言っている。
名前の由来はアフリカに吹く熱風ハムシン (Khamsin) 。

#### 旧竜騎士団
10年前の大乱から生き延びた竜騎士団員達。ある者はレジスタンスとして動いていたり、ある者は戦いつかれ平穏な生活を望んでいたが、祖国復興の為立ち上る。他にも生き残りが存在していたようだが、連載終了に伴い確認は不明。
マズル=ハリアー
本作のもうひとりの主人公と言うべき存在。飛竜フォベトールを相棒とし、打倒ニヴラスを目指して空を駆ける漢。自信家であり、その自信を正当に裏付ける剣の達人。子供の頃から「鼻っ柱が強かった」と言われる。かつて縛られることを嫌い、故郷を飛び出すが、自らを縛るもの（=故郷）を失って「人間は自由なだけでは生きていけない」と悟った。かつての自分と同じこと（=「風になりたい」）を言ったゼファのことを気に掛けているが、本人の前ではおくびにも出さない。打倒ニヴラス以外に、ある目的を持っている。
王国滅亡前の放浪中にはニヴラス王子（当時）ハラルドやクリオの姉フローラと同行していた。
ニヴラス王家の宝剣「イグザガルード」を武器としているが、別れ際にハラルドと武器を交換したこと以外、詳しい経緯は謎である。
家督を継ぐウィンディア男子の印である家紋の入墨を、右腕に入れている。
名前の由来は、作者の過去作品『ハリアー』と、その主人公「マズル」である。
クリオ=リンクス
現竜騎士団唯一の女性竜騎士。相棒の飛竜はタペジャラ。ゼファに「アネゴ」呼ばわりされるほど気が強く、勇敢な女性である。が、芋虫嫌いで、魔獣の内臓を食べることを躊躇するなどという面もある（ユーリアは平気で食べていた）。
マズルに恋心を抱いているが、素直になれず、彼の心を掴んで離さない姉フローラに対してコンプレックスを抱いている。
武器は双剣。柄を繋げた上で投擲して使うこともある。姉とおそろいの腕輪を身につけている。
名前の由来は翼竜クリオリンクス。
ダク=テイルズ
竜騎士団員でマズルの幼馴染み。相棒の飛竜はクテノカスマ。かつて故郷を飛び出したマズルに影響され、自分の夢を追うべく、学問の都アレクソニアに留学した矢先に、故郷を戦火で失った。考古学の研究をしていたが、パトロンであるアレクソニア自治院長に気に入られ、その娘ディアーヌと婚約中。
今の自分を捨てられず、当初は竜騎士団入りを拒否していたが、ディアーヌに行くことを勧められ、決断した。
剣の腕は、もともとマズルほどの達人ではない上、10年のブランクがあり、なまりきっている。しかし、考古学研究で培われた古代ハルス文明の兵器や知識を使いこなす、竜騎士団の頭脳と言うべき存在である。
名前の由来は翼竜プテロダクティルス。
ステルンベルグ伯爵
元竜騎士。隠れアジトを統括する老人。かつては竜騎士団の中核を担っていた。しかし団員達には「じーさん」呼ばわりされ、頭に血を昇らせている。シチューが好物らしい。
竜騎士の装備を身につけているが、騎竜が存在するかどうかは不明。

#### 飛竜（ドラゴン）
竜騎士団の騎竜。団員にとっては移動・戦闘手段である以上に、かけがえのない相棒。
フィクションにおける一般的な竜との違いは、鱗がないことと、胸にある竜骨突起に支えられた筋肉で翼が駆動するため、翼が前肢よりも前方に位置することである。足裏には肉球がある。火炎（ブレス）は『エルリック・サーガ』や『パーンの竜騎士』に登場する飛竜のように、引火性の液体を噴射する仕組みのようである。深手を負うと深い眠りに入り、短期間で傷を治すという力を持つ。実齢：人間換算年齢の比率はおよそ5：1。長命であるため、繁殖率は極めて低く、卵が産まれるのは数十年に一度のことである。
人間並みの知能を有し、人語を喋ることはできないが解する。助けられた恩を忘れない。しかし、「忠実な飛竜」というものは存在しない。乗り手に選ばれるのではなく乗り手を選び、お眼鏡違いとなれば容赦なく牙を剥くこととなる。プライドが高く、卑怯な振る舞いや弱い者いじめを嫌うため、彼らを戦闘の中核とするウィンディア王国は侵略戦争を行うことがなかった。
なお、本作における飛竜たちの名前は、それぞれ翼竜の名から採られている。
フォベトール
マズルの騎竜。250歳。ハリアー家勃興以前より生きている、豊富な戦闘経験を持つ古兵。ハリアー家にいた3頭の飛竜の中でも最年長。長く大きな角状の突起が付いた面当てが特徴。
最初のうちはゼファに触れられることすら避けていたものの、一度認めてからは、マズルのみならずゼファやユーリアを乗せて飛ぶようになった。マズルとのコンビネーションは熟練の域に達している。
タペジャラ
クリオの騎竜。100歳。生存が確認されている飛竜の中では唯一のメスであり、最も若い。
騎乗者が軽量であることも手伝い、飛行速度では最速を誇る。その速度ゆえに遠方への連絡に使われることもある。他の飛竜に比べると大きな瞳が特徴。
クテノカスマ
ダクの騎竜。170歳。長い顔と大きな口が特徴。恐ろしげな容姿だが性格は穏和。魚が好物。
アレクソニア在住中はハルスの遺跡に身を潜めていた。
ソルデス
レイフの騎竜。200歳。かつてはウィンディア騎士を乗せていたが、ニヴラスとの戦いで主人を失い、大怪我を負ってタルチネアに落ち延びていたところをレイフに助けられた。
冷静沈着で我慢強く、レイフの野望を察していながらも共にいた。目の周囲までも覆う面当てと、左右の一番下一本ずつのみ折れ曲がった外鰓状の角が特徴。
アンハングエラ
カムシンの騎竜。150歳。ハリアー家にいた3頭の飛竜の中の1頭。フォベトールの弟で、マズルの父の騎竜だった。
マズルの父がニヴラスとの戦いで戦死した後、メローヴィス領内で隠れ住んでいたところで、カムシンと出会い意気投合する。角の付いた下顎部のある面当てが特徴。

#### ウィンディア王家とそれに関る者
ストルム三世
ウィンディア国王。自らも竜騎士であり、10年前の戦いにおいて数十騎の竜騎士と共に最後の戦いに赴き、ニヴラス皇帝ハーコン七世と相打ちとなる。
名も無き竜騎士（仮名）
ウィンディア最後の戦いにおいて、戦いに赴くストルム三世と竜騎士団とは反対側に飛んでいった竜騎士。その腕にはウィンディア王家最後の子供が抱えられており、ウィンディア竜騎士団以外にも生き残っているであろう可能性を秘めた人物でもある。
世継ぎの君
ストルム三世の子であり、最後のウィンディア王家。ニヴラス帝国来襲の直前か最中に生まれたと思われる乳飲み子で、戦乱の真っ只中に生まれた為に王国内でも存在を知っているのはごく一部、しかも殆どが戦中にて落命している為帝国にもその存在を知られてはいない。
マズルが探し続ける目的であり、この子なくして完全な復興はありえない。現在、名も無き竜騎士に連れられ行方不明。唯一の手がかりは生誕時に施された刺青のみ。

### ニヴラス帝国
大陸北西にある国家。帝都はユートガルド。紋章は双頭双尾の狼。本編では明らかになる前に連載終了したのだが、もともとは王国で、ウィンディアとは友好関係にあり、ニヴラス王太子がウィンディアに留学して飛竜を贈られるほどだったという。しかし、時の王ハーコン七世による世界制覇計画により帝国化。本編開始時の10年前にウィンディア王国を滅ぼし、皇帝戦死と内乱により中断したことはあるものの、現在もなお周辺諸国への侵略を続けている。その背後には人ならざる者の影がちらついている。
ハラルド一世（ハラルド=ハーコナルソン）
ニヴラス帝国二代目皇帝。自国が起こしている戦争については淡白な態度をとり続け、配下の将軍達には「大陸制覇までのお飾り」と称される。統治者としての能力は不明。
王太子時代にはマズルやフローラと放浪の旅に出ていたが、1年ほど後に、帝国化したニヴラスによるウィンディアの急襲、父ハーコン七世の戦死、内乱の発生により、王子としての責務を果たすため、国に帰ることになる。現在は、表舞台に出てきたマズルと相対峙することを楽しみにしている。
武器は、帰国の際に国宝イグザガルードと交換した、マズルの剣。名前の由来はノルウェー統一の英雄王「美髪王ハラルド」。
フローラ=リンクス
元竜騎士である、クリオの姉。クリオからは「美人でしとやかで頭が良くて、剣も乗竜もこなせる」と称されており、彼女のコンプレックスの対象となっている。
かつてマズルやハラルドの放浪に同行したが、ハラルド帰国の際に彼に付いていくことを決めた。その時にはマズルを愛しており、ニヴラス行きの際にも後ろ髪を引かれる想いでいたが、現在はハラルドを深く愛している。
ニヴラスにおける彼女の正式な立場は不明。

#### 魔獣師（ビーストコマンド）
ニヴラス帝国の特殊戦力。他国の者には「化け物を操る連中」と噂される。先帝崩御と内乱で疲弊したニヴラス帝国が、再び侵攻を再開した背後には、彼らの存在がある。
魔獣師になるには、儀式によって魔獣の組織を体に移植する必要がある。儀式によって移植された魔獣の組織によって、魔獣師は魔獣と一心同体となり、血を分けた兄弟のようになる。移植された組織が広がっていくにつれ、魔獣師自身の身体能力も超人的に強化されていく。が、どのような魔獣と契約できるかは、契約者の元の強さに左右されるようである。
魔獣師の究極の姿は、魔獣と合体して異形の姿となる「合身変」である。魔獣との一体化により、魔獣師の能力はさらに強化され、魔獣の力も自ら使用することが可能になる。しかし、体の組織にかなりの無理を強いるらしく、死ぬとその死体はあっという間に崩れていく。
魔獣師の弱点は、魔獣が倒されると自らも生命を落とすことと（その逆も同様）、合身変の際に魔獣の弱点がそのまま自らの弱点となることである。
この項で説明される魔獣師には、獣魔将軍は含まれていない。彼らについては次項を参照のこと。
小鳥のビュルグ
最初にゼファ一行の前に現れた魔獣師。氷魔将軍ミンデルの配下。ややエキセントリックなところが見受けられる。竜騎士達の寝込みを襲い、ユーリアを人質としてマズルを追いつめる。相棒の魔獣はグリフォン（平時には小鳥に偽装している）で、名をアルタイルという。さして特別な能力はないようだが、その飛行速度はタペジャラに匹敵する。合身変は作中では行わなかった。
蝶のパフィオ
アレクソニアにて一行の前に立ちふさがる魔獣師。豪魔将軍ギュンツの配下。額に蝶の紋章を付けた、やや年上の美女。いい男好きで、女王様気質がある。相棒の魔獣である蝶を使って人を催眠にかけ、肉食の幼虫が吐く糸で敵を拘束し、喰い殺させる。合身変では下半身を巨大な芋虫と変じ、糸で攻撃するが、その姿で倒されても蝶と化し、糸に加えて催眠効果のある鱗粉で同士討ちを誘う。
バルゲス兄弟
兄エルデン=バルゲスと弟ヨンゲン=バルデスの兄弟。仔犬のスキュレーの配下。エルデンは石すら溶かす酸を吐く魔獣マカロスを、ヨンゲンは炎を吐く魔獣パビニオを相棒とする。兄弟ならではのコンビでカナーンの港を破壊しつくそうと暗躍する。
仔犬のスキュレー
豪魔将軍ギュンツの麾下でカナーンを襲った魔獣師。バルゲス兄弟を配下にしている。スキュレーと兄弟は海の魔獣を使うことでカナーン攻めに抜擢された。威勢のいいアネゴ風の女性。相棒の魔獣は仔犬で、名をイルサという。真の姿は不明。合身変を行うと、巨大化し、アレリア海の伝説にある『霧をまとって現れる 首6本 足12本の海獣』スキュレーとなる。いわゆるスキュラである。
闇のリュース
豪魔将軍ギュンツ麾下の魔獣師。しかし、実は全く別の目的があってギュンツの部隊に潜入している。相棒の魔獣はコウモリ。合身変のみの登場である。合身変後は空を飛ぶことができる上、闇と同化することができる。影ゆえに刃物は効かず、再生してしまう。
ギースリ
ニヴラス帝国軍トリアンタ方面部隊に属する魔獣師。相棒はヘルハウンドのドゥンラム。レイフに炎の力を吸われてあっという間に倒された。
雷鳴のトルファン
ニヴラス帝国軍トリアンタ方面部隊の隊長。氷魔将軍ミンデルの部下。相棒の魔獣はトリケラトプスを強化したような姿の魔獣ブロンプス。角には常に稲妻の力が流れており、必要に応じて放射する。また、その巨体による攻撃は単純な突撃だけでも脅威。臓物は結構美味らしい。
アゴール、キルディバイス、スティギマ
ガーゴイル三人衆。氷魔将軍ミンデル麾下。その名の通りガーゴイルを相棒の魔獣とする。魔獣師の相棒としてのガーゴイルは、疑生物ゆえに1人の魔獣師で何体でも扱えるが、指揮者を失うと手が付けられなくなる。アゴールは合身変で顎の大きなガーゴイルになる。ミンデルにギート城の兵糧潰しを命じられ、ガーゴイルを引き連れて王の葬儀中のギートに飛来する。スティギマは鎚を装備した普通のガーゴイルに、キルディバイスはカマキリのような両腕を持つガーゴイルに合身変する。アゴールの失敗を悟り、ミンデルに命じられて援軍として現れる。

#### 獣魔将軍
事実上、ニヴラスの軍事行動を掌握する5人の将軍。うち少なくとも4人が好戦派で、戦争を倦む皇帝を、大陸制覇までの飾りとして蔑む。全員が魔獣師である。彼らの名前は氷河期の名から採られている。
豪魔将軍ギュンツ
ニヴラス帝国軍南方司令。スキンヘッドで、額から後頭部にかけて並ぶ数本の角がある。亡きハーコン七世より賜ったとされる剛剣ビョルンモーディと、熊をも片手でたたき殺すという剛力を武器に戦う。重装備をものともしない体力の持ち主で、巨体に似合わず俊敏な動きも見せる。
南カルタグラの決戦で、マズルに「腕力は今まで戦ってきた中で最強」と称されるが、彼との一騎討ちで一度敗北。右目を失い瀕死に陥るものの、復活する。
魔獣は4本の腕を持つ巨大な「野獣の王」スペラエウス。
氷魔将軍ミンデル
ニヴラス帝国軍東方司令。瞳に黒目がない。マズル達に小鳥のビュルグを差し向けた張本人。その後、ギート王国攻略戦でマズルらと対峙する。魔獣は「霜の巨人」フリームニル。
空魔将軍リス
唯一の女性と思しき将軍。ハラルドを大陸制覇までの飾りと称したのは彼女？である。羽付きの兜が印象的で、その姿はヴァルキリーを彷彿とさせる。猫のような瞳孔の瞳を有している。
妖魔将軍ヴュルム
獣の被りをまとった将軍。その姿はベルセルクを彷彿とさせる上、口元からは牙が飛び出している。
甲冑姿の将軍
三日月型の飾り付き兜を被った将軍。1ページしか登場せず、名前を示すテロップはおろか、一言の台詞も無かった。

#### その他
氷牙の剣
氷魔将軍ミンデルの側近【氷牙の楯】の一人で、氷の力を込められた魔法の剣を帯刀する女剣士。気が強く蓮っ葉な姉御口調といった女性で剣の実力は達人の域。氷牙の舞い・氷牙の稲妻など多彩な技を持ち、彼女を含め三人居る側近の中でも随一の腕の持ち主であるらしく彼女自ら他の二人とは実力が違うということを仄めかしていたが、彼女よりも遥か上の実力者であったヤムネシアの剣士カムシンには遠く及ばず、カムシンの【秘剣無明】を受け､胸の中央から切断されて絶命した。
固有人名不詳の脇役ながら作中の彼女が使った自身の武器名【氷牙の剣】という名称が彼女を表す名として扱われている。
原作者の個人サイト掲示板でのファンからの質問の中で語られたｉｆの話（BBS280-282参照）の中でのヒロイン。ゼファが氷牙の剣と出会い彼女に弟子入りし恋人となったならといった所謂ｉｆの話が語られており、彼女の大まかな年齢がクリオと同年代の二十代前半であることや好奇心旺盛なゼファに振り回されながらも恋仲となった彼を拳骨で叱り付けることには抵抗があるといった女らしさ、面倒見の良い姉御肌の人物であること等、脇役であるため描かれることの無かった彼女の性格が描かれている。

### その他の国々

#### アレクソニア
世界最南端で最大の島・ハルス島の北側に位置する自治都市。アレリア海に面した交易の要で、かつて世界中を治めた千年帝国（ミレニアム）の総督府のあった地。街外れにはそれ以前にハルス島を収めた古代ハルス王朝の遺跡なども残っており、学術的にも注目が集まる、学問の都としても有名。
ディアーヌ
アレクソニア自治院長クラニウスの娘にして、ダクの婚約者。
街でマズルとゼファに出遭い、ダクが二人（正確にはクリオも含めて三人）に着いてアレクソニアを出て行くことを恐れ、パフィオに利用されてしまう。
クラニウス
アレクソニア自治院長。考古学の造詣が深く、同好の士でもあるダクを大いに気に入っている。

#### 南カルタグラ王国
ハルス島の北西に領土を持つ王国。首都はカナーン。海軍の軍備が屈強な事で有名。
アナトー二世
南カルタグラ王国女王。二十歳前後の、黒髪をボブカットにした女性。公の場では格式ばった口調だが、本質的には気さくで快活な性格。
バルトロメオ･フランチェスカ
南カルタグラ王国の海軍提督。元はカルタギア海に名を轟かせた海賊の頭目で、たまに口調が荒くなる。
かつて、即位前のアナトー二世と戦い、共に漂流したことがある。その際に本質的には悪人でないことを看破され、海軍提督に推挙されて今の役職についている。
ドゼラング将軍
南カルタグラ王国の将軍。先王の代から四十年、城に勤めてきた老臣。
海賊出身のフランチェスカを快く思っておらず、彼の身分・出身を問わない人材登用に度々異を唱える。

#### タルチネア王国
ゾラ海、カルタギア海、アレリア海に面し、世界のほぼ中央に位置する王国。国土が広いことと、大河により交通の便が悪いことから、地方領主の権限が大きい。王国内は割と平穏だが地方領主の裏切りによりニヴラス兵が大手を振って活動し、弱体化の様相を呈してきている。
ヒヨリーミ侯
西の都トリアンタを治める地方領主。本作では、名前のみ登場。
タルチネアの臣下でありながら、母国の敗戦を見越して、ニヴラスに内通していると噂されている。ただし、後述する警護兵が言っていることなので、真偽のほどは不明。
また、タルチネアからギート王国への援助金が途絶えた際に、中継地点のトリアンタを治めていることから、「ヒヨリーミが着服しているに違いない」と述べたギート騎士がいたが、これも憶測の域を出ていない。
トリアンタ警護兵
ヒヨリーミ侯の部下たち。ニヴラスへの点数稼ぎに血道をあげている。「ヒヨリーミ候の命令」と称してはいるが、本当に君命で動いているのか、それとも独断で動いているのを「君命」と偽っているのかは不明。また、異様に口が軽い。

#### ギート王国
東にクローヴェ砂漠を臨む、質実剛健で屈強な騎士団で有名な国家。ただし、単独ではニヴラスに対抗しきれず、隣国タルチネアからの援助金で騎馬民族の傭兵を雇って、侵攻を防いできた。
ハイジェラック一世
ギート国王。常に騎士団の先陣をきってきた勇猛な人物だったが、エキルの姦計によって討ち死にした。
政治的見識も有しており、家臣達が「ヒヨリーミ候が、タルチネアからの援助金を着服しているに違いない」と決め付けるなか、両陣営の間で利鞘を得ていたヒヨリーミが、ニヴラスへ過剰に肩入れすることを訝しがっていた。
ウルフノート
ギート国王立騎士団長。ハイジェラック一世の甥でもあるため、多くのギート騎士から彼を新国王へと推す声が上がった。しかし、当人は王座に興味は無く、「力強い国王」に依存しようとする騎士達を叱咤する。
当初は騎士団長としての職業意識のみで、ハードレッド新国王の補佐を行っていた。しかし、ハードレッドの決断力を目の当たりにし、本心から彼の補佐を買って出るようになる。
ハードレッド
ギート王国の王子。ハイジェラック一世が戦死した後、王妃から新国王に推される。まだ11歳で、これといった実績も無かったため、騎士たちの信望は薄い。
一見すると気弱そうだが、年齢の割りに決断力と柔軟な思考に富んでいる。
王妃
ギート王国の王妃で、ハードレッドの生母。
あまり人望は無いらしく、ウルフノートからは素っ気無い態度を取られていた。また、ハードレッドからも、「母上は『国王の母』と言うかたちで王族の籍に留まりたかったから、自分を新国王に推した」と思われている。
なお、上記のハードレッドの台詞から、元は王族筋の生まれではないことがうかがえる。